# Let's Stay Together (album)
Pour les articles homonymes, voir Let's Stay Together.
Albums de Al Green
Al Green Gets Next to You
(1971) I'm Still in Love With You
(1972)
Let's Stay Together est un album d'Al Green, sorti en 1972.

## L'album
Il atteint la 8e place du Billboard 200 et restera dix semaines à la 1re place du classement soul grâce au succès du titre éponyme. Il fait partie des 1001 albums qu'il faut avoir écoutés dans sa vie. 

### Titres
Tous les titres sont de Al Green, sauf mentions. 

#### Face A
1. Let's Stay Together (Green, Al Jackson, Jr., Willie Mitchell) (3:18)
2. La-La for You (Green, Mitchell) (3:31)
3. So You're Leaving (2:57)
4. What Is This Feeling? (3:42)
5. Old Time Lovin' (3:19)

#### Face B
1. I've Never Found a Girl (Who Loves Me Like You Do) (Eddie Floyd, Al Bell, Booker T. Jones) (3:41)
2. How Can You Mend a Broken Heart? (Barry Gibb, Robin Gibb) (6:22)
3. Judy (3:47)
4. It Ain't No Fun to Me (3:23)

### Musiciens
- Al Green : voix
- Howard Grimes, Al Jackson, Jr. : batterie
- Leroy Hodges : basse
- Charles Hodges : orgue, piano
- Teenie Hodges : guitare
- Wayne Jackson : trompette
- Andrew Love, Ed Logan : cor d'harmonie, saxophone ténor
- James Mitchell : basse, saxophone baryton, arrangements
- Jack Hale : trombone
- Charles Chalmers, Donna Rhodes, Sandra Rhodes : chœurs